# Kid Chameleon
Kid Chameleon, pubblicato in Giappone come Chameleon Kid (カメレオン キッド?, Kamereon Kiddo), è un videogioco a piattaforme pubblicato nel 1992 per Sega Mega Drive. La premessa del gioco è che il protagonista, Casey, può usare delle maschere per diventare diversi personaggi e poter usare differenti abilità.
Il gioco è incluso nelle raccolte Sega Mega Drive Collection per PlayStation 2 e PlayStation Portable, Sega Mega Drive Ultimate Collection per Xbox 360 e PlayStation 3 e Sega Mega Drive Classic Collection per PlayStation 4 e Xbox One. È stato distribuito per Wii tramite Virtual Console, per Microsoft Windows, macOS e Linux tramite Steam ed è stato convertito per iOS e Android come parte dell'iniziativa SEGA Forever.

## Trama
Un nuovo videogioco a realtà virtuale chiamato Wildside arriva in città e tutti i ragazzi ci giocano. Questo sino a quando i ragazzi iniziano a sparire, perché il boss del videogioco, Heady Metal, assume autocoscienza, liberandosi dagli schemi imposti dagli script ed imprigiona tutti i giocatori. Un nuovo ragazzo chiamato Casey entra nel gioco e deve finire tutti i livelli, tutti i boss e lo stesso Heady Metal per poter liberare i prigionieri e se stesso.

## Modalità di gioco
Il giocatore, nei panni del Kid Chameleon (ragazzo camaleonte) Casey, deve attraversare una serie di livelli con ostacoli e nemici. La gran parte dei livelli contiene una bandiera, l'obiettivo primario che consente di passare al livello successivo. Ciononostante si ha un gran numero di teletrasporti che possono portare il personaggio non solo in un punto diverso del livello, ma anche in un livello diverso (anche passato) o in una strada completamente diversa nel gioco. Alla fine del gioco Casey sconfigge il boss finale Heady Metal. Kid Chameleon contiene 103 livelli, dei quali solo la metà fa parte della via principale, accessibile tramite l'uso delle bandiere. Inoltre vi sono 32 piccoli livelli chiamati semplicemente Elsewhere (da un'altra parte).
Nonostante la lunghezza del gioco non vi è un sistema di password o un altro modo di salvare il gioco.
Il punto focale del gioco è l'uso delle maschere, sparse nei vari livelli, capaci di trasformare il protagonista. Nella sua forma base Kid Chameleon ha meno punti vita ed è vulnerabile, ma indossando una maschera, può ottenere poteri speciali e sopravvivere nel caso i punti vita scendono a zero (in quel caso però la maschera si romperà e Kid tornerà alla sua forma di base). Prendere la maschera di un personaggio già posseduto ripristina i punti vita.

### Trasformazioni
- Kid Chameleon: è la forma base del protagonista, ed è quella che ha meno punti ferita in assoluto (solo due). In questa forma non si hanno poteri speciali, se non la possibilità di arrampicarsi sui blocchi, che risulta molto utile in determinati livelli.
- Iron Knight: questa maschera trasforma Kid in un cavaliere di ferro dotato di guanti con artigli. È la forma con più punti vita in assoluto (ben 5), rendendola molto difficile da rompere, quindi indicata per i livelli con molte presenze ostili. Inoltre, grazie ai guanti artigliati può scalare le pareti lineari.
- Red Stealth: permette a Kid di diventare di incrocio tra un ninja e un samurai. Con questa maschera Kid è sia dotato della agilità dei ninja (può saltare molto più in alto del normale) sia della spada dei samurai (con essa può fendere i nemici o spaccare i blocchi sottostanti). Ha tre punti ferita, che sono i punti standard di ogni altra maschera, eccetto Iron Knight.
- Berserker: trasforma il protagonista in una sorta di rinoceronte umano. Dota Kid della capacità di caricare con le corna e ciò gli permettere di distruggere blocchi e alcuni tipi di nemici. Utilizzata soprattutto nei livelli esplorativi, dove è necessario colpire o distruggere ostacoli che sbarrano il cammino.
- Maniaxe: permette a Kid di assumere le sembianze di un assassino simile a Jason Voorhees. È una maschera votata solamente al combattimento, permette di lanciare asce a ripetizione, in modo da eliminare con facilità i vari nemici.
- Juggernaut: unica nel suo genere, trasforma Kid in un vero e proprio carro armato, e fa assumere al volto del protagonista un aspetto scheletrico. Permette di sparare colpi di cannoni (che sono in realtà teschi) e come Maniaxe è molto versatile in combattimento, e la struttura del carro fa sì che non si possa cadere nei buchi grandi quanto un blocco.
- Micromax: altra maschera peculiare, trasforma Kid in un uomo-mosca, molto più piccolo del normale. La statura ottenuta dalla trasformazione permette a Kid di infilarsi in cunicoli stretti e inoltre lo dota della capacità di aderire alle pareti (talento in comune ad Iron Knight), permettendo inoltre di saltare tra una parete e l'altra.
- EyeClops: trasforma Kid in una sorta di guerriero futuristico, dotato di pistola che spara fasci laser verdi. I fasci rivelano i premi nascosti nel livello, e inoltre se si utilizza il potere delle gemme, si può sparare un fascio laser bianco che è in grado di ferire i nemici.
- Skycutter: questa trasformazione altera poco la forma del protagonista, ma lo dota di uno skateboard antigravitazionale. Questo skateboard permette di correre nei livelli a grande velocità e ha la capacità di invertire la gravità di Kid, permettendogli così di aderire al soffitto e correre su di esso (deve esserci un soffitto o sarà impossibile aderire).
- Cyclone: una delle maschere più versatili del gioco, permette a Kid di trasformarsi in un ciclone umano e di volare letteralmente nei livelli, permettendo così di poter evitare molti ostacoli e pericoli.

## Altri media
Un fumetto di Kid Chameleon venne pubblicato su vari numeri della rivista Sonic the Comic.
Una puntata uscì anche in italiano sulla rivista Sonic – Videogame & Fumetti.